# Герб Челябинска
Герб Челя́бинского городского округа — официальный символ городского округа город Челябинск Челябинской области Российской Федерации. Утверждён 12 сентября 2000 года, внесён в Государственный геральдический регистр под №688.

## Описание и обоснование символики
Геральдическое описание (блазон) гласит:
В мурованном, с теневой стеннозубчатой главой серебряном поле на зелёной земле навьюченный золотой верблюд
Серебряный щит герба символизирует чистоту помыслов, защиту и благоразумие. На щите изображена часть стены российской крепости Челяба, основанной 13 сентября 1736 года. У крепостной стены расположен золотой навьюченный, обращённый геральдически вправо, верблюд. Золото — символ прочности, величия, богатства, интеллекта, великодушия. Верблюд помещён на герб Челябинска в знак того, что город богат товарами и его развитие зависит от успехов в торговле, на это же указывает зелёное поле, символ надежды и изобилия.

## История
Герб города был утверждён в 1782 году. В отличие от современного он имел верхнюю часть с символикой актуального тогда Уфимского наместничества. В 1839 году появилась другая версия герба с изображением в верхней части герба Оренбургской губернии, но этот вариант не получил широкого распространения.
В 1864 году герб снова претерпел изменения. На нём появилось три верблюда вместо одного, в вольной части разместили герб Оренбургской губернии. Серебряный щит с верблюдами венчала корона. По обеим сторонам он был окружён золотыми колосьями, перевязанными Александровской лентой.
Следующие изменения коснулись герба в советские годы. С серебряного щит поменял свой цвет на красный. Вместо верблюда центральное место было отведено сталелитейному ковшу, раскрытой книге и шестерне. В 1994 году администрация города приняла решение вернуть исконную версию герба Челябинска. Современный герб Челябинска представляет собой стилизованный вариант исторического герба.

Гербы по периодам
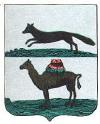
1782 год
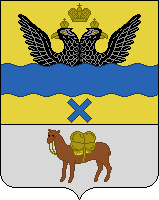
1839 год
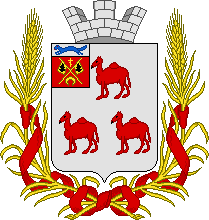
1864 год
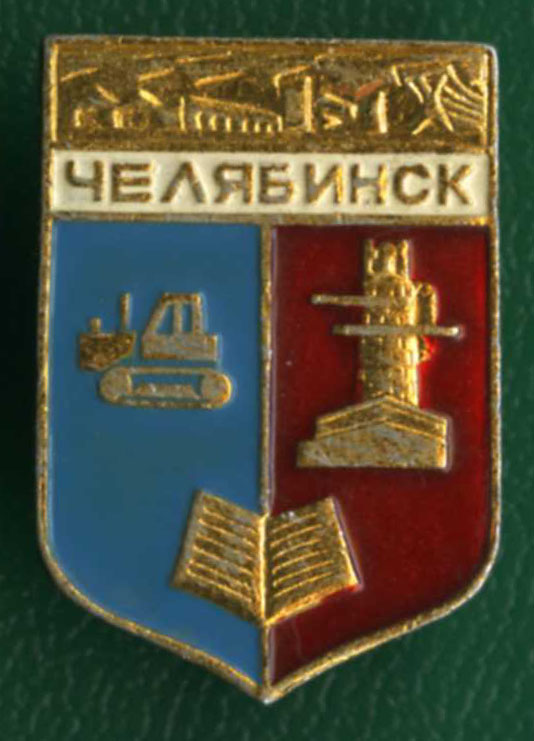
Советский период
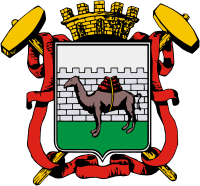
1994 год